# Щит (сузір'я)

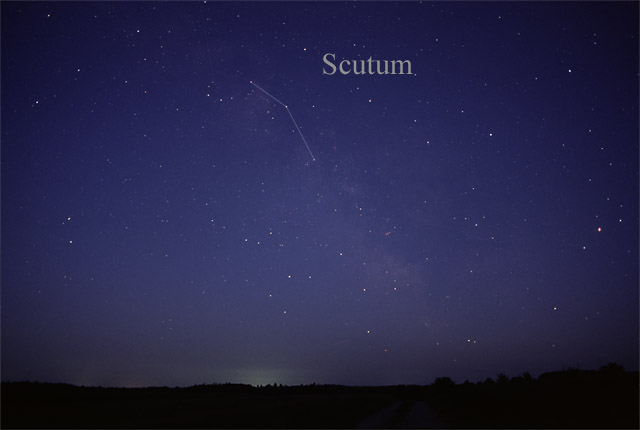
Щит неозброєним оком.

Щит (лат. Scutum, Sct) — сузір'я південної півкулі неба. Займає на небі площу в 109,1 квадратного градуса, містить 28 зірок, видимих неозброєним оком.
У Щиті розташовується найяскравіша частина Чумацького Шляху. Найкращі умови для спостереження ввечері тривають протягом липня — серпня.

## Історія

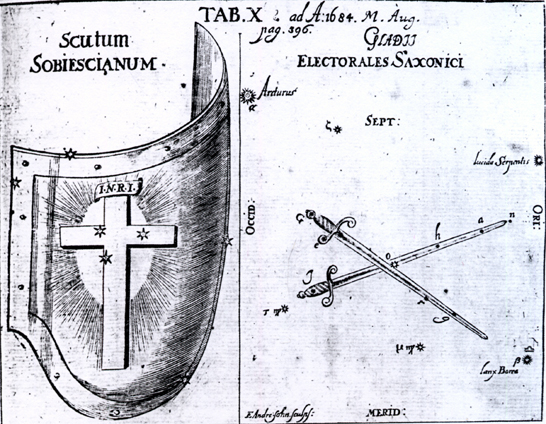
Рисунок із публікації 1684 року, де було введено сузір'я Щита разом із сузір'ям Мечів Курфюрста Саксонського.

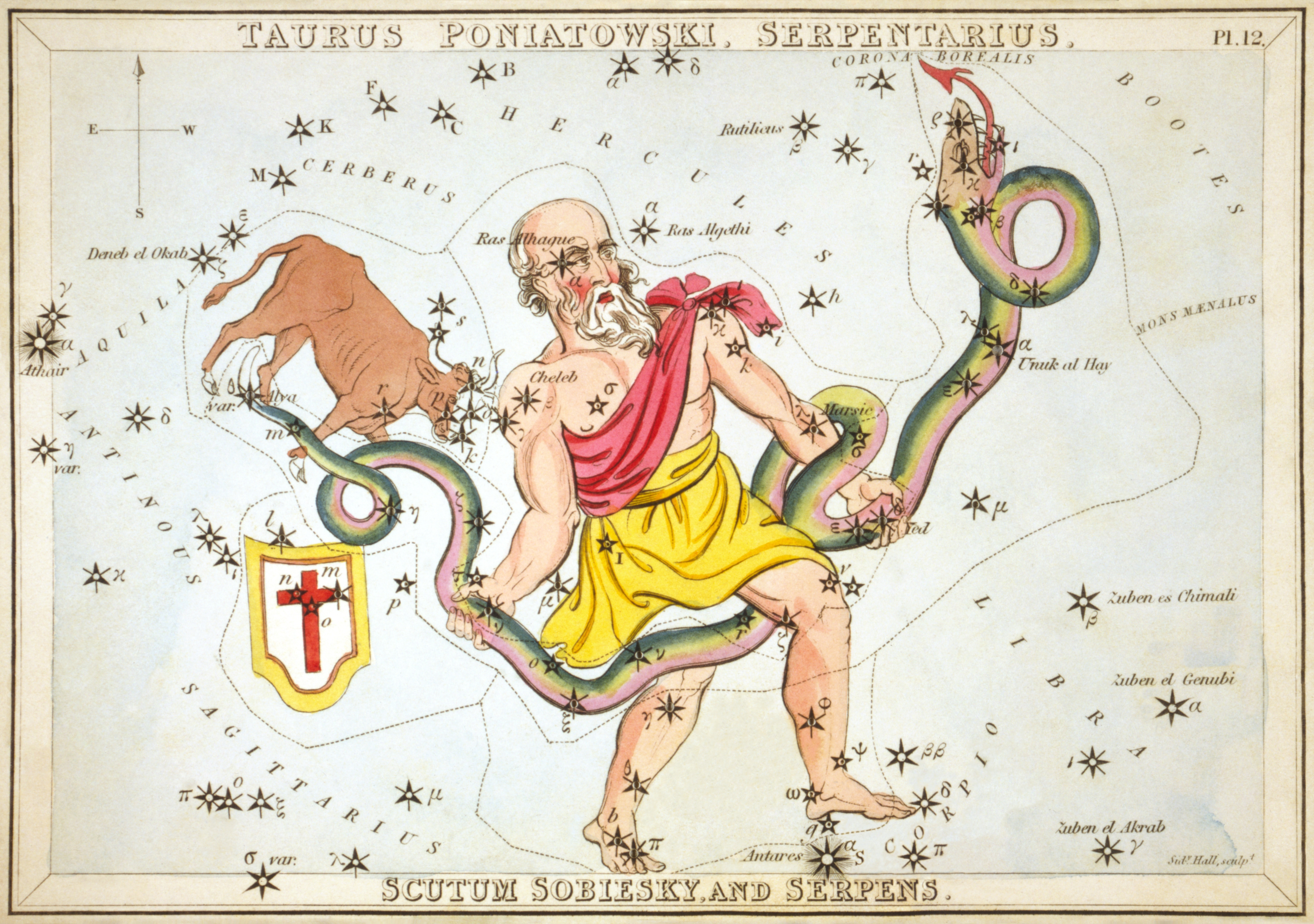
Сузір'я Змієносця, Змії, Щита та Тельця Понятовського із «Дзеркала Уранії», набору карток сузір'їв, виданого в Лондоні близько 1825 року.

Введено польським астрономом Яном Гевелієм 1684 року під назвою «Щит Собеського» (лат. Scutum Sobiescianum) на честь польського короля Яна Собеського, який роком раніше розбив османське військо, зупинивши турецьку експансію в Європі, а також підтримував Гевелія та його обсерваторію.
Гевелій ввів сузір'я Щита в журналі Acta Eruditorum, у сумісній публікації з саксонським астрономом Готфрідом Кірхом, який так само запропонував на честь свого заступника й учасника згаданої битви сузір'я — Мечі Курфюрста Саксонського. Розташування цих сузір'їв на небі відображає розташування Польщі та Саксонії на Землі. Крім того, розташований поряд зі Щитом Орел міг асоціюватись із гербом Польщі. Назва «Щит» може бути пов'язана з формою Чумацького Шляху в місці розташування сузір'я.
Сузір'я Щита отримало популярність після появи в небесному атласі «Уранографія», виданому посмертно 1690 року. На відміну від усіх інших геральдичних сузір'їв, що масово вводилися у XVII—XVIII століттях, Щит зберігся на зоряних картах дотепер. Ймовірно, цьому посприяв високий науковий авторитет Гевелія.
Міжнародний астрономічний союз 1922 року затвердив назву сузір'я в скороченому вигляді — «Щит» (Scutum). Однак пам'ять про Собеського збереглася в назві найяскравішої зорі сузір'я: вона відома як Ioannina, що є варіантом назви герба короля «Янина».